# Fritz Weidling
Fritz Weidling (* 27. Juni 1900 in Reetz; † 8. Mai 1970 in Rottweil) war ein Offizier, zuletzt Generalrichter, der deutschen Luftwaffe im Zweiten Weltkrieg.

## Leben
Weidling trat am 4. Juni 1917 als Gefreiter in das Kaiserliche Heer ein. Als Fahnenjunker und Kompanieoffizier diente er im Colbergschen Grenadier-Regiment Graf Gneisenau (2. Pommersches) Nr. 9, wo er als Leutnant bis zu dessen Demobilisierung am 31. März 1920 verblieb. mit dem Regiment hatte er u. a. in Flandern gekämpft.
1922 legte er an der Universität Greifswald seine Dissertation mit dem Thema Das Automobil-Polizeirecht vor.
Später wurde er mindestens ab 1923 als Finanzrat Direktionsmitglied der Staatsbank-Direktion des Freistaates Oldenburg. Anfang Oktober 1928 wurde er in das Amt des stellvertretenden Vorstandsmitgliedes der Stadtschaft der Provinz Brandenburg für eine Dauer von 12 Jahren berufen. Er wurde dort auch Direktor und Ende November 1942 auch Vorstandsmitglied.
Am 1. November 1935 wurde er Kriegsgerichtsrat und schied aus dem Reichsjustizdienst aus. Von Januar bis März 1937 belegte er eine Wehrübung bei der Aufklärungsgruppe 212 (Cottbus) und wurde Oberleutnant der Reserve. Später fungierte Weidling als Oberkriegsgerichtsrat beim Luftkreiskommando II (Berlin), welches dem Reichsluftfahrtministerium unterstellt war. Von 1940 bis Juni 1943 hielt er den Posten des Chefs der Abteilung 1 der Amtsgruppe Recht unter Christian von Hammerstein im Zentralamt des Reichsluftfahrtministerium inne. Weidling war Anfang Oktober 1942 zum Ministerialdirigenten befördert worden.
Im Anschluss hieran kam er zur Luftwaffe und war hier bis September 1943 Kompaniechef bei der 13. Luftwaffen-Felddivision, die zu dieser Zeit im Stellungskampf im Raum Wolchow lag. Anschließend erfolgte Weidlings Einsatz als Kompaniechef bzw. Ordonnanzoffizier im Luftwaffen-Regiment Hermann Göring. Hier geriet er am 17. Oktober 1943 in Italien in amerikanischen Kriegsgefangenschaft, aus der er 1947 entlassen wurde. Im Mai 1944 wurde er in Abwesenheit zum Generalrichter umernannt.
Nach dem Krieg soll er als Landgerichtsrat in Rottweil tätig gewesen sein.
1929 erschien das von ihm und Johannes Hansch, ehemaliger Oberleutnant im Regiment, verfasste Buch „Das Colbergsche Grenadier-Regiment Graf Gneisenau (2. Pommersches) Nr. 9 im Weltkriege 1914–1918“ im Gerhard Stalling-Verlag Oldenburg.